# 澤田尚多
澤田 尚多（さわだ しょうた）は、ロックンバナナに所属する日本の作詞家であり、同人サークル『メヤスバコ-MeyasuBako-』の代表である。

## 作詞
- 藍沢めぐみ
  - 「Prima Holic」
エスクード『遊聖天使プリマヴェールDrei』主題歌
- 青葉りんご
  - 「Fly away,so blue」
エスクード『あかときっ!-夢こそまされ恋の魔砲-』挿入歌
  - 「Fly away,so blue -Game arrange ver-」
エスクード『あかときっ!-夢こそまされ恋の魔砲-』挿入歌
- 上田朱音
  - 「恋のリズム」
MOONSTONE『ユウワク スクランブル』主題歌
- カンノユキ
  - 「白いキセキ」
MOONSTONE『ユウワク スクランブル』EDテーマ
  - 「Rave on」
- きさらぎゆめは
  - 「まじーまじでーぱんつー。」
- シイナ
  - 「情熱ハート-Resound-」  Vanadis『めざせ！もんむすアイドル♪』
- 民安ともえ
  - 「ミライへ」  エスクード 『あかときっ２！－紡ぐマホウと零れるヒカリ－』OP
- 丹治かな
  - 「雨のちココロ晴れ」
メヤスバコ-MeyasuBako-『ココノボイス』主題歌
- 丹治かな・直まどか
  - 「Go for it」
システムソフト・アルファー『萌え萌え2次大戦(略)3』挿入歌
- NAOKA
  - 「監視少女ちゃん」
- 夏野虹花
  - 「恋のロケット」
  - 「rainsound」
- 七海こねこ
  - 「練乳に想いを乗せて」
メヤスバコ-MeyasuBako-『発射できない男(仮)』エンディングソング
- みたかりん
  - 「キセツハメグル～春夏秋冬～」
ユニコーン・エーげーせん18『戦極姫７～戦雲つらぬく紅蓮の遺志～』エンディングソング
- 星鹿りえ
  - 「らぶらぶさまーだっしゅ」  Vanadis『めざせ！もんむすアイドル♪』
- ゅかにゃん
  - 「『発射できない男』注意報」
メヤスバコ-MeyasuBako-『発射できない男(仮)』主題歌
  - 「夏空ココロコミュニケーション」
メヤスバコ-MeyasuBako-『発射できない男(仮)』挿入歌
- 吉岡亜衣加
  - 「掌中の鳥」
    - アイディアファクトリー『二世の契り』挿入歌